# Silaum
Silaum es un género de plantas  pertenecientes a la familia Apiaceae. Comprende 27 especies descritas y de estas, solo 8 aceptadas.

## Descripción
Son hierbas perennes, glabras, con olor agradable y penetrante. Cepa leñosa, con restos fibrosos. Tallos sólidos, asurcados, a veces ramificados. Hojas 1-4 pinnatisectas, de color verde obscuro. Umbelas compuestas, con 0-1(2) brácteas y con varias bractéolas. Cáliz sin dientes. Pétalos obovados, escotados, con ápice incurvado, amarillos o de un amarillo verdoso, homogéneos. Estilopodio cónico; estilos arqueados, reflejos. Frutos elipsoideos, comprimidos lateralmente, glabros; mericarpos de sección pentagonal, con sus 5 costillas primarias subagudas; vitas numerosas. Semillas con endosperma cóncavo en la cara comisural.

## Taxonomía
El género fue descrito por Philip Miller y publicado en The Gardeners Dictionary...Abridged...fourth edition 1754. La especie tipo es: Silaum silaus (L.) Schinz & Thell.

## Algunas especies
A continuación se brinda un listado de las especies del género Silaum aceptadas hasta julio de 2013, ordenadas alfabéticamente. Para cada una se indica el nombre binomial seguido del autor, abreviado según las convenciones y usos.
- Silaum alpestre Thell.
- Silaum besseri (DC.) Galushko
- Silaum foliosum (Sommier & Levier) Grossh.
- Silaum perfoliatum (Wehmer) M.Hiroe
- Silaum saxatilis Bajtenov
- Silaum serotinum (Pers.) M.Hiroe
- Silaum silaus (L.) Schinz & Thell.
- Silaum tenellum (Velen.) M.Hiroe
- Silaum tenuifolium (Poir.) Reduron